# SIBS - Forward Payment Solutions
A  SIBS - Forward Payment Solutions, SA. ou SIBS, anteriormente denominada SIBS - Sociedade Interbancária de Serviços, SA, é uma empresa portuguesa que desenvolve, em várias geografias, a sua atividade no domínio dos serviços financeiros, designadamente na área dos pagamentos. Os seus serviços são usados por mais de 300 milhões de utilizadores, estabelecendo-se como um dos principais processadores de pagamentos da Europa.
É a empresa responsável pela gestão das redes Multibanco e ATM Express, onde gere desde os terminais automáticos aos meios online e telemóveis (onde oferece o serviço MB Way).